# Josef Majer
Pour les articles homonymes, voir Majer.
Josef Majer, né le 8 juin 1925 à Vojkovice (Tchécoslovaquie) et mort le 14 octobre 2013 à Kladno en (République tchèque), est un joueur de footballeur international tchécoslovaque.

## Biographie
Il commence sa carrière de club dans l'équipe du Tescoma Zlín, club ou il reste jusqu'en 1954. Il est surtout connu pour avoir terminé deux fois meilleur buteur du championnat de Tchécoslovaquie lors des saisons 1951 avec 16 buts (à égalité avec le joueur Alois Jaroš) et 1953 avec 13 buts.
En 1952, il rejoint le club du SK Kladno, club avec qui il fut sélectionné pour jouer en équipe de Tchécoslovaquie pour disputer la coupe du monde 1954 en Suisse.

## Palmarès
- Meilleur buteur du championnat de Tchécoslovaquie (2) :

1951 (16 buts), 1953 (13 buts)